# Cloudflare
Cloudflare — американская компания, предоставляющая услуги CDN, защиту от DDoS-атак, безопасный доступ к ресурсам и серверы DNS. Сервисы Cloudflare работают как обратный прокси для сайта. Главный офис компании находится в Сан-Франциско, есть офисы в Лондоне, Сингапуре, Шампейне, Остине, Бостоне и Вашингтоне.

## История
Cloudflare основана в 2009 году Мэттью Принсом, Мишель Затлин и Ли Холлоуэем, ранее работавшими над Project Honey Pot. В сентябре 2010 компания начала свою работу на конференции TechCrunch Disrupt. Cloudflare стала известной после начала защиты сайта LulzSec в июне 2011 года. В июне 2012 Cloudflare начали сотрудничать с некоторыми хостерами, включая HostPapa, чтобы реализовать технологию «Railgun». 11 февраля 2014 Cloudflare выдержала самую крупную DDoS атаку мощностью 400 Гбит/с. В 2014 Cloudflare зафиксировала атаки мощностью в 500 Гбит/с на независимые медиа.

### Раунды инвестиций
В сентябре 2009 года Гарвардская школа бизнеса представила к запуску несколько стартапов, в числе которых была и Cloudflare. В ноябре 2009 Cloudflare привлекла 2.1 млн долларов на первом раунде торгов от Pelion Venture Partners и Venrock.
В июле 2011 Cloudflare привлекла 20 млн долларов на втором раунде торгов от New Enterprise Associates, Pelion Venture Partners и Venrock.
В декабре 2012 Cloudflare привлекла 50 млн долларов на третьем раунде торгов от New Enterprise Associates, Pelion Venture Partners, Venrock, Union Square Ventures и Гринпис.
В декабре 2014 Cloudflare завершила последний раунд со 110 млн долларов, в лидерах оказалась компания Fidelity Investments, также участвовали Google Capital, Microsoft, Qualcomm и Baidu.

### Приобретения
В 24 февраля 2014 компания купила StopTheHacker, предоставляющую услуги обнаружения вирусов, автоматического их удаления и мониторинга; в июне 2014 была куплена компания CryptoSeal, занимающаяся VPN; в декабре 2016 была куплена компания Eager с целью обновления платформы приложений Cloudflare, например, появления возможности устанавливать сторонние приложения при помощи drag-and-drop на разрешённые сайты. В ноябре 2017 Cloudflare купила Neumob для повышения производительности своих мобильных приложений: сейчас разработчики из Neumob занимаются Mobile SDK.

## Сервисы

### Защита от DDoS
Каждому пользователю Cloudflare предоставляется услуга «I’m Under Attack Mode» (с англ. — «Режим «Меня атаковали»», защита от DDoS). Компания утверждает, что может выдержать сложную атаку седьмого уровня OSI при помощи обязательного прохождения JavaScript теста.
Cloudflare защитила The Spamhaus Project от DDoS атаки, превышающей 300 Гбит/с. Архитектор Akamai сказал, что это была «самая мощная атака за всю историю Интернета». Также компания отражала атаки в 400 и 500 Гбит/с, основанные на NTP-запросах.

### Файервол веб-приложения
Cloudflare позволяет пользователям платных пакетов использовать сервис межсетевого экрана уровня веб-приложений по умолчанию. Файервол имеет набор правил ядра OWASP ModSecurity рядом с набором правил Cloudflare и набором популярных веб-приложений.

### DNS
Cloudflare содержит публичные бесплатные серверы DNS 1.1.1.1 (адреса: 1.1.1.1, 1.0.0.1, 2606:4700:4700::1111, 2606:4700:4700::1001).
Cloudflare предоставляет бесплатный DNS поверх HTTPS для всех клиентов, основанный на методе anycast. В списке SolveDNS Cloudflare находится в пятёрке самых быстрых DNS со скоростью 5,75 мс в августе 2019 года.
1 апреля 2018 Cloudflare для обычных пользователей анонсировала «приватный» DNS на адресах 1.1.1.1 и 1.0.0.1 для сетей с IPv4 и 2606:4700:4700::1111 и 2606:4700:4700::1001 для сетей с IPv6.

### Обратный прокси
Ключевая услуга Cloudflare — обратный прокси для трафика. Cloudflare поддерживает протоколы HTTP/1, 1.1, HTTP/2, SPDY. Ко всему прочему предоставляется поддержка HTTP/2 Server Push и проксирование WebSocket.

### CDN
Сеть Cloudflare имеет огромное количество соединений в точках обмена трафиком в мире. Cloudflare кеширует контент на ближайших расположениях, чтобы действовать как CDN; все запросы проходят через обратный прокси Cloudflare и кешируются.

### Project Galileo
В 2014 году Cloudflare представила Project Galileo в качестве ответа на кибератаки против важных, но уязвимых целей, таких как группы артистов, гуманитарные организации, страницы политических диссидентов.

### Блокировка ИИ-ботов
В начале июля 2024 года Cloudflare предоставила пользователям бесплатный инструмент для защиты от ботов с ИИ, которые могут без разрешения владельцев сайтов получать данные для обучения языковых моделей.

## Ценности
Cloudflare устно объявил о своих ценностях, когда Мэттью Принц утвердил:

One of the greatest strengths of the United States is a belief that speech, particularly political speech, is sacred. A website, of course, is nothing but speech… A website is speech. It is not a bomb. There is no imminent danger it creates and no provider has an affirmative obligation to monitor and make determinations about the theoretically harmful nature of speech a site may contain.— The Guardian
Cloudflare публикует отчёт о прозрачности (англ. transparency report) каждые полгода, чтобы показать, как часто правоохранительные органы просят их сообщать данные клиентов компании.
17 августа 2017 года Cloudflare отозвал доступ к своим сервисам интернет-порталу американских неонацистов The Daily Stormer после атаки на марше «Объединённых правых». Впоследствии хакеры атаковали сайт, оставшийся без защиты. Мэттью Принц сказал в своём электронном письме к сотрудникам, что «проснулся в плохом настроении и решил удалить их из Интернета»; решающим фактором к решению проблемы стало то, «что команда, стоявшая за Daily Stormer, заявила, что мы [Cloudflare] поддерживаем их идеологию». Эндрю Англин, редактор The Daily Stormer, запретил своей команде делать подобные заявления. и отключение The Daily Stormer от Cloudflare было раскритиковано как «опасное» для Принца, Англина и Фонда электронных рубежей.

## Клиенты
Cloudflare предоставляет свой DNS сервис для 6 млн сайтов, включая Uber, Fitbit и Avito. В 2017 году о компаниях утекло огромное количество данных из-за ошибки Cloudbleed.

## Награды
- Награждена премией «Best Enterprise Startup» (с англ. — «Лучший промышленный стартап») TechCrunch на Восьмой ежегодной кранч-премии в феврале 2015 года[78].
- Названа «Most Innovative Network & Internet Technology Company» (с англ. — «Самая инновационная компания технологий сетей и Интернета») в течение двух лет подряд The Wall Street Journal[79].
- В 2012 году Cloudflare была признана пионером технологий на Всемирном экономическом форуме[80].
- Находится в первой десятке инновационных компаний 2012 года по версии Fast Company[англ.][81].
- В 2017 году Cloudflare находилась на 11 месте в списке Forbes Cloud 100[82].

## Критика
В июне 2012 хакерская группа UGNazi атаковали Cloudflare частично через ошибки в системе аутентификации Google, получив администраторский доступ к Cloudflare и используя его, взломали 4chan. Cloudflare опубликовали полное расследование взлома. После этого Google публично заявила, что исправила этот недостаток в процессе восстановления учётной записи Google Enterprise App, позволивший хакерам взломать компанию. Лидер хакерской группы Cosmo был задержан и осуждён в Калифорнии.
С сентября 2016 по февраль 2017 крупный баг Cloudbleed в системе позволял «сливать» приватные данные, включая пароли и аутентификационные токены с сайтов клиентов во время попытки запроса данных больше, чем может быть в ответе на запрос. Утечка произошла из-за переполнения буфера, который бывает примерно 1 раз в 3,3 млн HTTP-запросов.
В мае 2017 ProPublica заявила, что Cloudflare в контексте своей политики передаёт имена и адреса электронной почты лиц, жалующихся на сайты ненависти, что приводило к домогательствам. Главный адвокат Cloudflare защитил политику компании, заявив, что «получение информации об обвинителях — основное конститутационное право каждого». В ответ Cloudflare обновила процесс, запретив анонимные жалобы.
В сентябре 2017 сторонники свободы слова раскритиковали Cloudflare из-за отказа американскому неонацистскому сайту The Daily Stormer, что доставило сложностей последнему оставаться онлайн. «Отказ в обеспечении безопасности одному нацистскому сайту кажется нормальным сейчас, но что если Cloudflare начнёт отказывать сайтам политиков, потому что они им не нравятся?» — написал доктор наук Йельской школы права Кейт Клоник в The New York Times. — «Это просто, так как у Cloudflare мало конкурентов».

### Критика тотального сетевого нейтралитета
Cloudflare находился на седьмом месте среди 50 худших хостов по версии HostExploit в марте 2014 года. Cloudflare был использован хакером Rescator, который продавал данные карт.
Два из трёх топовых онлайн чатов ИГ находились под защитой Cloudflare, пока правоохранительные органы Соединённых Штатов в 2015 не заставили Cloudflare отказать им в услугах.
В октябре 2015 было обнаружено, что Cloudflare предоставил 40 % своих SSL-сертификатов фишинговым сайтам с похожими на банки и платёжные системы названиями.
В ноябре 2015 сеть активистов Анонимус была озадачена использованием сервисов компании ИГ во время терактов в Париже и снова обвинила Cloudflare в поддержке террористов. Cloudflare заявили, что Анонимус — «пятнадцатилетние дети в масках Гая Фокса», заявив при этом, что соблюдают закон.
Cloudflare описана в списке The Spamhaus Project как пособник спам-сервисов (Pink contract). Впервые она появилась там в 2012 году. Spamhaus обновляет текущий список на основе происшествий за день.

## В России и СНГ
26 апреля 2016 года в Киеве был открыт первый на Украине, 78-й в мире сервер Cloudflare. 16 июня 2016 года в Москве был открыт первый в России, 83-й в мире сервер Cloudflare.
В России Роскомнадзор часто блокирует IP-адреса Cloudflare из-за того, что за их прокси находятся запрещённые в России ресурсы, и предупреждает об этом других владельцев сайтов.
6 ноября 2024 года Роскомнадзор заблокировал в России протокол Encrypted Client Hello, с участием которого работает большинство сайтов, использующих CloudFlare, в результате чего они перестали работать. Роскомнадзор данный случай не комментировал.
26 июня 2025 года Cloudflare сообщил, что начиная с 9 июня наблюдает падение трафика из России от 30 до 50%. Соединение обрывается после передачи первых 16 КБ данных. Компания указала, что причина обрыва соединений находится вне её компетенции, на сетях российских провайдеров и в данный момент повлиять на восстановление доступа к своим сетям из России не может.